# Pastisset de pinya
El pastisset de pinya és un tipus de pastís dolç popular a Hong Kong, Macau, algunes altres regions del sud de la Xina i les comunitats xineses d'Amèrica del Nord. També poden trobar-se en fleques taiwaneses. Es coneix en cantonès com bo lo baau, on bo lo significa ‘pinya’ i baau al·ludeix a un tipus d'aliment semblant a una vieneseria en la cuina xinesa. És corrent en les fleques xineses.

## Descripció
La part superior del pastís de pinya (que s'elabora amb una forma semblant a la fruita) es fa amb una pasta similar a la que s'empra per a les galetes de sucre, consistent en sucre, ou, farina i saïm. Com a tal, és cruixent i prou dolç respecte a la resta del pastisset. La pasta de la part inferior és la mateixa utilitzada en els pans xinesos d'estil occidental, que és més tendra i dolça que la del pa occidental. És un pastisset popular per a desdejunar o acompanyar el te de la tarda.
Malgrat el seu nom, la versió tradicional del pastisset de pinya no porta pinya. El nom prové del fet de la seva coberta cruixent ensucrada adopta una color daurada, i del fet que li són fets quadres i recorda l'escorça del fruit. A causa de la seva alta valor calòrica (és ric en carbohidrats, greixos saturats i colesterol), ha estat declarat com un dels deu aperitius més perniciosos d'Hong Kong.
És molt semblat al melonpan japonès en la seva elaboració i en el fet que rep el nom pel seu aspecte.

## Variants

### Amb mantega
Molts restaurants com Hong Kong, com els cha chaan tengs i dai pai dongs, ofereixen una recepta anomenada pastisset de pinya amb mantega, que és un pastisset de pinya farcit amb un tros mantega. Es coneix en cantonès com a bo lo yau (菠蘿油), on yau (‘oli’) al·ludeix a la mantega. Alguna variant inclou crema en comptes de mantega.
Generalment el pastís es porta calent del forn a la taula del client, i se serveix tallat per la meitat amb un gros tros de mantega entremig. De vegades es critica aquesta recepta perquè conté massa greix i colesterol.

### Altres variants

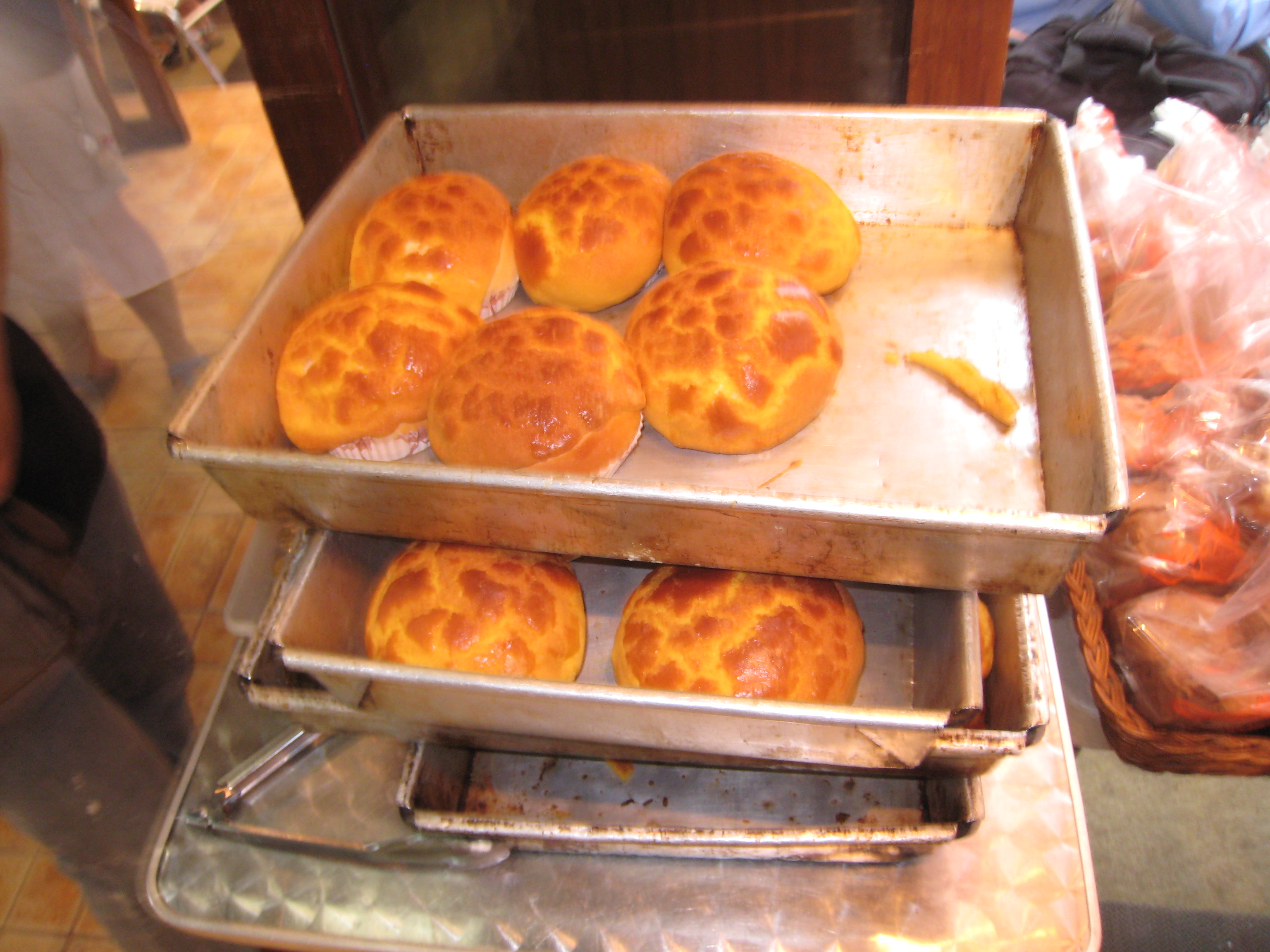
Pastissets de pinya acabats de treure del forn.

El pastisset de pinya pot fer-se en talla miniatura (迷你菠蘿包), pot usar-se com a panet per a fer entrepans, per exemple de carn (餐肉菠蘿包), o pot emplenar-se abans d'enfornar amb anko (紅豆菠蘿包), crema de pastisseria (奶黃菠蘿包), porc a la barbacoa (叉燒菠蘿包), o farcit dolç de coco ratllat (椰絲菠蘿包), com en un pastisset de cua de gall. Curiosament, és possible trobar un pastisser de pinya amb pinya, és a dir farcit d'autèntica pinya (菠蘿菠蘿包).
El Soboro-Pan japonès o Soboro-Ppang coreà és una variant que usa els mateixos ingredients, exceptat que la part superior no té aspecte de pinya.